# Sliabh Liag
Col termine Sliabh Liag (dal gaelico irlandese, che significa montagna dei lastroni, ma spesso indicato in inglese Slieve League) si identifica una catena montuosa, penisola e scogliera della Repubblica d'Irlanda, situata nella costa sud-occidentale del Donegal, contea della provincia dell'Ulster. 
Con un'altezza massima di 601 metri, come sistema di montagne è abbastanza anonimo, ma diviene di considerevole interesse nel versante meridionale poiché cade direttamente nell'Oceano Atlantico, formando un'impressionante quanto unica scogliera marina, la più imponente d'Europa ed una delle più alte.
Allo stesso sistema di scogliere è associata spesso Bunglass (in gaelico Bunglas, che significa "origine delle pietre" o più liberamente "fine della scogliera"), altro braccio montuoso, sempre facente parte alla stessa catena, che cade in mare contiguo alle Slieve League, anche se ad altezze più basse, ideale per avere uno sguardo d'insieme di tutta la catena opposta. In verità il termine sarebbe più appropriato per identificare la parte protesa verso sud e prima della zona meno scoscesa della scogliera, mentre Slieve League andrebbe usato per la montagna e la parte più alta della scogliera.

## Posizione

Mappa Sliabh Liag

Sliabh Liag è situata nell'area sud-occidentale della propria contea, nella zona rurale occupata dai villaggi di Glencolmcille, Kilcar e Carrick, a non molta distanza dalla più nota Killybegs. L'unica via d'accesso dal resto dell'isola per la catena è la strada R263 che in ogni caso non la percorre, ma la costeggia a distanza esaurendo il suo tragitto alla piccola Malin Beg, oltre i picchi delle montagne. L'effettiva via d'accesso a Sliabh Liag è sostanzialmente una stradina rurale che collega Carrick al piccolo molo di Teelin e che non ha un'identificazione.
Caratteristica di Sliabh Liag, che ne arricchisce indubbiamente il fascino, è la sua particolare posizione: sebbene la sua sagoma massiccia ma arrotondata sia ben visibile da distanze considerevoli, in particolare dalle sponde opposto della Donegal Bay, quindi anche dalla contea di Sligo, da Bundoran e Ballyshannon, nonché in giornate particolarmente chiare perfino dalle coste settentrionali del Mayo e dalle alture di Leitrim e Fermanagh, rimane invece nascosta alle altre aree più vicine della propria contea se non quelle propriamente a ridosso come Muckross Head o le zone rurali circostanti, cui mostra in ogni caso sempre il versante nord. Il versante meridionale, drammatico e a picco sul mare, è visibile via terra solo ed esclusivamente dal punto panoramico di Bunglass.
Per ovvi motivi tutte queste caratteristiche sono state determinanti per rendere Sliabh Liag un luogo particolarmente estremo, selvaggio e suggestivo.

## La montagna

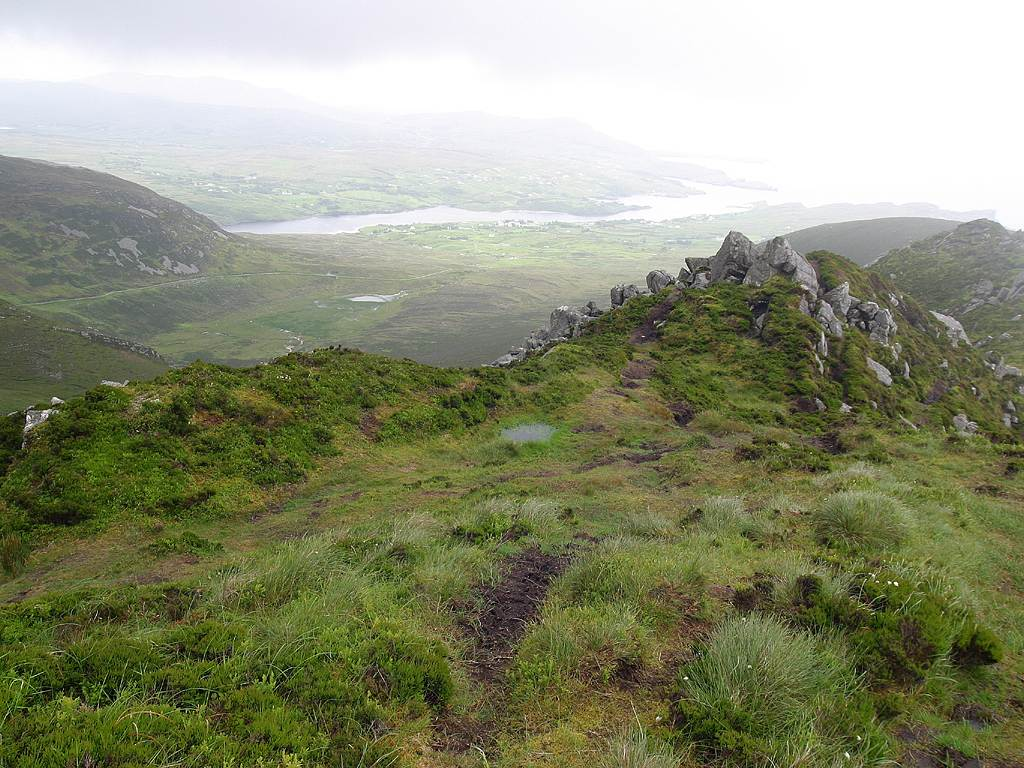
Panorama della Baia di Teelin e della zona settentrionale della montagna dalla vetta di Slieve League

Toccando in certi punti i 595-601 metri, Sliabh Liag contiene la più alta cima dell'area sud-occidentale del Donegal e la 284ª dell'Irlanda intera. È inoltre la più meridionale delle cime della propria contea e la più occidentale fra quelle della sua area.
Le cime sono partendo da est Carrigan Hill, che va poi a formare Capo Carrigan; la nota Bunglass; Scregeighter; Crockrawer (il Nido delle Aquile, per la sua forma) ed infine la più impervia a lontana, Keeringear, prima di giungere a Sliabh Liag in senso stretto con il punto più alto. L'intera catena alterna parti con un andamento piuttosto rotondeggiante, quasi collinare in certi tratti, a tratti più scosesi, anche se soltanto certi passaggi sono creste. Le cime della catena sono quasi tutte, eccezion fatta per Keeringear, rotondeggianti e mai aguzze, spesso larghe e piatte con pendici mai particolarmente scoscese. Non fa eccezione la vetta di Sliabh Liag a 601 metri, un punto piuttosto anonimo e piatto, spesso fangoso, marcato da un masso che paradossalmente non concede nemmeno viste sul resto della scogliera che rimane dietro la vetta di Keeringear.
Vari sono i piccoli laghi della zona: il Meenawiller nascosto tra le alture di Carrigan, l'O'Mulligan in bella vista nel braccio scoglieroso di Bunglass e il Little Lough Agh nella vallata interna, nascosta dalle pendici scoscese interne.
Il terreno acquitrinoso e arido ricoperto esclusivamente di erica e spesso anche pietroso, non rende le Slieve League un posto particolarmente abitato: praticamente nulla la presenza umana se si escludono turisti o scalatori, sulle alture in numero relativamente limitato, i residenti si limitano a vivere nelle zone delle piane circostanti dei villaggi di Teelin e Carrick, lasciando deserta la zona montuosa. Nella buona stagione la catena è quasi completamente ricoperta di erba e si tinge notevolmente di verde.
Procedendo verso la sommità, piuttosto arrotondata nella parte posteriore e non proprio a picco sul mare, si può notare qualche fiore tipicamente montano come la Campanula rotundifolia, anche se il vegetale predominante risulta essere sempre l'erica.
La fauna si limita a capi di bestiame ovino al pascolo, incuranti degli eventuali turisti e che si spingono anche sul ciglio della scogliera, oltre a qualche animale selvatico come lepri. Tra gli uccelli sono presenti gabbiani, falchi e non mancano avvistamenti di merlo dal collare.

## La scogliera

### Eventuale primato in Europa di altezza

L'altezza di Slieve League comparata ad altre scogliere considerevoli o celebri

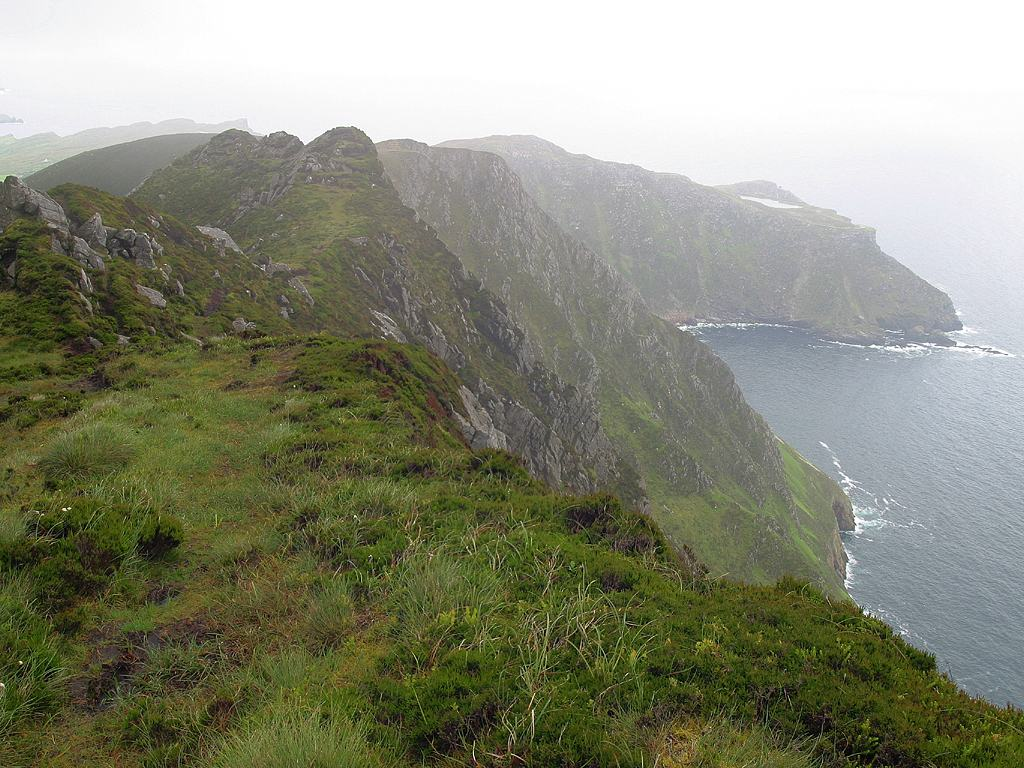
Panoramica di quasi tutta l'impressionante scogliera da poco sotto la vetta con ben in vista il lago O'Mulligan e il più basso braccio di Bungalss

La scogliera è diffusamente ed erroneamente riconosciuta come la più alta d'Irlanda e d'Europa (598 metri e 601 da alcune altre misurazioni). Questo eventuale primato è ben consolidato nella credenza popolare, da risultare diffuso tra gli abitanti delle aree vicine e anche dell'isola irlandese se informati sulla materia, ma anche molte guide turistiche del Donegal nonché di tiratura nazionale nell'isola continuano a indicarle come tali, spesso anche avallate da altre guide internazionali, come quelle portoghesi che indicano Cabo Girão la seconda scogliera in altezza d'Europa con 589 metri. Non mancano anche in loco e nelle zone circostanti placche e pannelli che per anni hanno alimentato questa credenza.
In realtà tuttavia il record è contestato da numerose rilevazioni ed opinioni, in quanto alcune formazioni rocciose in Norvegia supererebbero questa altezza, come ad esempio per citarne solo alcuni Preikestolen (604 m) o all'immensa massa rocciosa di Kjerag: è obiettabile che in realtà le Slieve League detengano il record per le scogliere in mare aperto (highest seacliffs), mentre le formazioni norvegesi sarebbero più catene montuose su bracci di mare chiusi, ovvero sui fiordi. In effetti, nella stessa Irlanda ci sono montagne più o meno a picco su bracci di mare piuttosto chiusi (tipo Mweelrea sul fiordo Killary harbour a più di 800 metri), ma che non vengono considerate seacliffs.
A prescindere da questa disquisizione di natura morfologica, è pressoché pacifico che le Slieve League non mantengano in ogni caso né il record nazionale né europeo perché di fatto sono comunque superate dalla connazionale Croaghaun, situata sulla costa settentrionale di Achill Island: la questione, in questo caso, è poco dibattuta e interessante, essendo quest'ultima di assai difficile accesso, anche se molti turisti più avventurosi ne stanno scoprendo la bellezza, e più alta di soltanto una settantina di metri. A questo si deve aggiungere, inoltre, che il monte Hornelen in Norvegia raggiunge gli 860 metri, il Capo Enniberg sulle Isole Fær Øer arriva a circa 750 metri d'altezza, e che le scogliere di Vixia Herbeira, in Galizia, raggiungono i 611.
Le Slieve League rimangono le più alte dell'isola irlandese considerata singolarmente e geograficamente (dato che Achill è un'altra isola). 
Considerando cumulativamente comunque altezza, lunghezza, estensione e pendenza, Sliabh Liag costituisce sicuramente la scogliera più imponente d'Europa: lunga circa 6 km, è superata in tal senso dalle Scogliere di Moher che sono più lunghe e decisamente più a strapiombo sul mare ma a malapena un terzo in altezza; le altre scogliere più alte sono molto meno estese in lunghezza e simili per lo più ad una montagna in lunghezza. L'unica che richiama Slieve League è la galiziana Vixia Herbeira, leggermente più lunga ed in un tratto poco più alta, ma in genere più bassa e molto meno ripida.

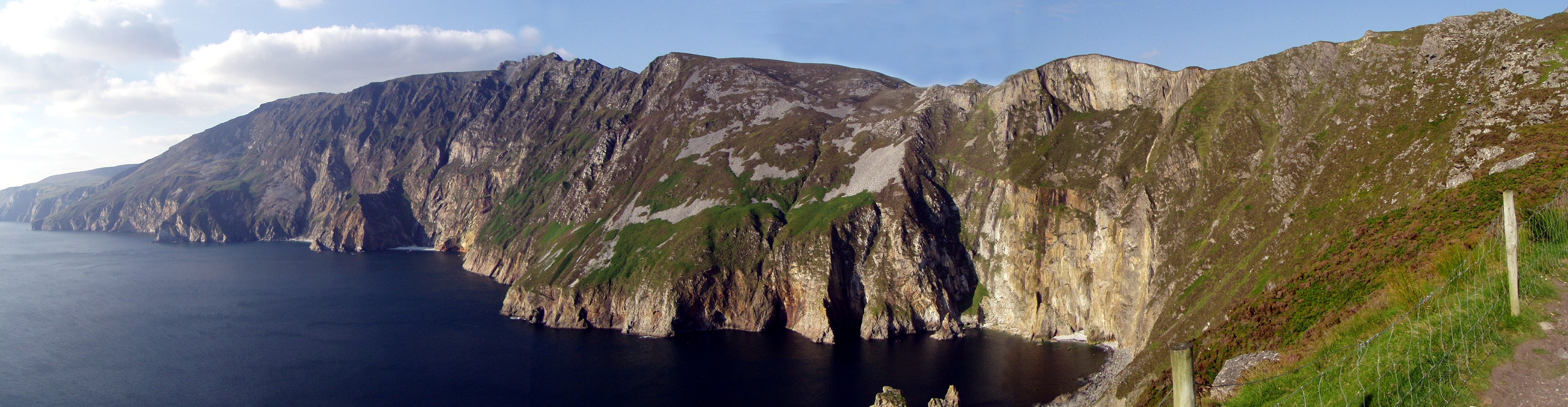
il panorama da Bunglass, unico luogo a mostrare da terra il versante atlantico della montagna e le relative scogliere

Recentemente, con la diffusione di internet e dei dati di altre scogliere spesso sconosciute, molti siti inerenti al Donegal indicano le Slieve League come le scogliere accessibili con automobili più alte d'Europa, essendo le altre pressoché sconosciute o inaccessibili se non a piedi dopo lunghe scalate.

### Accesso
Tutte le varie constatazioni sul primato delle Slieve League è più che altro un argomento di nicchia: le scogliere non hanno fama mondiale come le connazionali Scogliere di Moher e non sono assolutamente altrettanto visitate, anche se negli ultimi anni hanno visto crescere esponenzialmente il numero dei loro visitatori, essendo un posto abbastanza isolato e piuttosto selvaggio: per raggiungerlo, infatti, si deve percorrere la strada che collega Killybegs a Glencolmcille girando, al villaggio di Carrick, per il piccolo abitato di Teelin, appena sotto la montagna. Questo significa attraversare strade piuttosto scoscese e strette in posti isolati e contrassegnate da cartelli in lingua esclusivamente gaelica, in quanto facente parte di un'ampia regione gaeltacht.
Ci sono due possibilità di accesso per raggiungere la montagna.

#### Cliffs Walkda Bunglass
Il percorso decisamente più famoso e gettonato tra turisti e visitatori è senz'altro il cosiddetto Cliffs Walk, percorribile fino al punto finale panoramico di Bunglass in automobile, l'Amharc Mór ("belvedere").
Per raggiungere Bunglass, bisogna dirigersi verso Teelin e seguire i segnali stradali per il Viewpoint.
Il tragitto diviene oltremodo scomodo ed allo stesso tempo eccitante giunti alla fine della strada, sbarrata da un grezzo cancello con la scritta in gaelico Failté go Bunglas, dato che per arrivare a destinazione bisogna passare in una proprietà privata, che permette l'accesso a patto di chiudere il cancello stesso.
Dopo il cancello è presente un parcheggio, il Lower Car Park provvisto anche di sanitari mobili, nel quale è obbligatorio lasciare camper e automezzi di una certa stazza, mentre le automobili possono anche proseguire. 
I turisti il più delle volte si fermano nel parcheggio superiore di Bunglass senza tentare scalate, dato che già arrivare a questo punto in macchina è provante: alcune guide turistiche allarmano di guidare con prudenza, affermando senza esagerare che "in certi tratti l'unica cosa che si riesce a vedere guidando, è il cofano della macchina", per poi riscendere e trovarsi a picco sul mare.
Chi invece decide di non accontentarsi del belvedere e vuole effettivamente salire sulla sommità delle scogliere deve intraprendere a piedi il resto del Cliffs Walk, inizialmente addirittura pavimentato, in seguito sempre più accidentato e selvaggio. Il sentiero si congiunge al Pilgrim's Path sul Keeringear nel cosiddetto One Man's Pass.
La vista da Bunglass è ben diversa da altre scogliere irlandesi e non, essendo più panoramica che a picco: l'elevata altezza sul mare fa perdere il senso di vertigine e dona al visitatore più un senso di piccolezza dello stesso e di maestosità del luogo. È opportuno precisare tuttavia che sebbene le Scogliere di Moher appaiano più drammatiche e a picco sul mare, sono a malapena un terzo delle Slieve League per dimensioni.

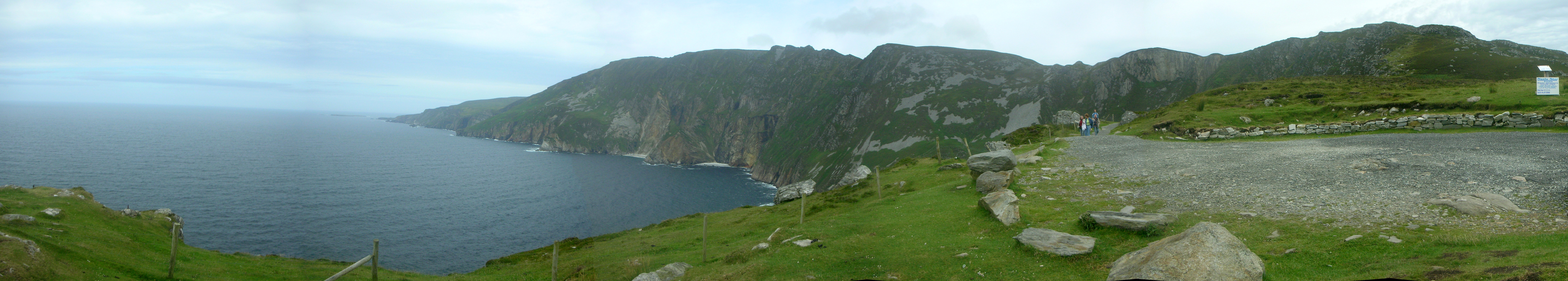
La panoramica del parcheggio di Bunglass con dietro l'imponente Slieve League

#### IlPilgrim's Path
Il cosiddetto Pilgrim's Path ("sentiero del pellegrino") fa un percorso totalmente diverso rispetto al Cliffs Walk: parte da Teelin e si inerpica lungo la vallata orientale della catena montuosa, insinuandosi tra le pendici del monte Larghadagtan prima e fornendo l'ascesa direttamente del Keerengear. Questo sentiero non offre le costanti e spettacolari visuali dell'altro sentiero, ma è più rapido e viene tentato da chi ha interesse a fare direttamente l'ascesa verso la vetta per arrivare alle pendici occidentali delle scogliere fino a Malin Beg. Il luogo tagliato dal sentiero è particolarmente incontaminato e selvaggio.

#### IlOne Man's Pass
Il One Man's Pass ("Passo dell'Uomo solo") è la fisiologica prosecuzione dei due sentieri, in particolare del Cliff's Walk. Questo sentiero, particolarmente stretto ed impervio, da cui il nome, costituisce l'ultima parte della scalata e giunge alla vetta di Slieve League passando su un ciglio particolarmente drammatico a ridosso di due precipizi, uno a nord sulla terraferma di circa 250 metri ed uno a sud di 4-500 metri sull'Oceano Atlantico. Sebbene le guide più esperte non lo indichino come un tratto pericoloso, raccomandano sempre estrema cautela in particolare nei giorni ventosi o con poca visibilità.
Il fatto curioso del One Man's Pass, la cui sinistra fama ha spesso preceduto e sostituito l'effettiva voglia e possibilità di tanti scalatori di tentarne il percorso, è che non si sa con certezza quale sia. Quello che ufficialmente e nella maggior parte delle mappe è indicato con questo nome è l'arête che collega Keeringear a Slieve League, mentre non manca chi in realtà pensa che anticamente ci si riferisse al One Man Pass ad un tratto sotto la vetta formato esclusivamente da roccia nuda a picco sui due precipizi da percorrere in certi punti anche carponi. I primi sostengono che la parte rocciosa di Keeringear non sia un passaggio forzato mentre i secondi dalla loro ritengono più famigerato e drammatico, come sostenevano le vecchie leggende, proprio quel punto.

### Luoghi d'interesse

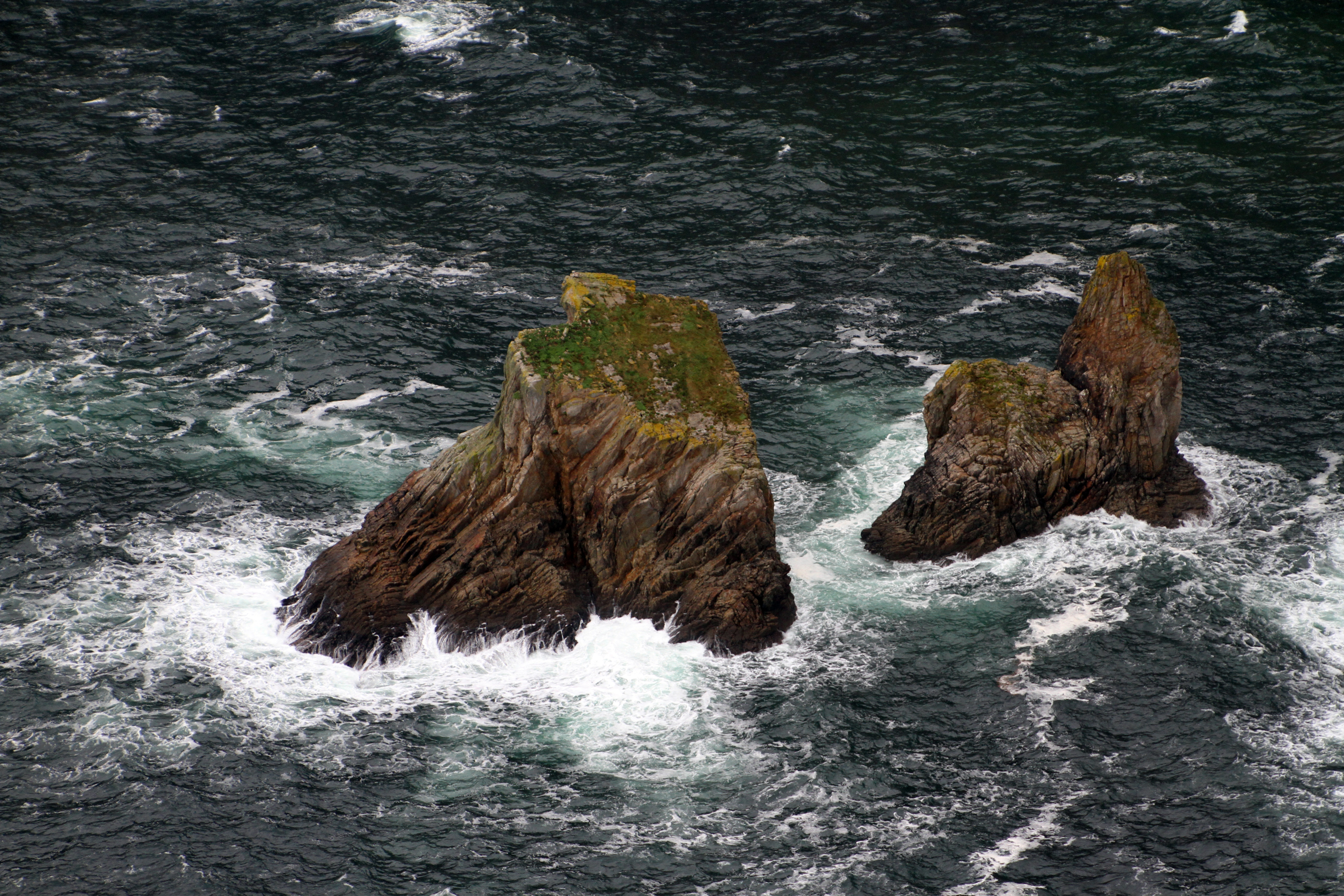
Giant's chair and table

La scogliera è comunque un posto meritevole di visita oltre che per l'altezza impressionante, per i suoi tramonti colorati, la sua particolare concrezione mineraria piuttosto primitiva e per la visuale dall'alto che offre panorami suggestivi della Baia di Donegal, del resto della contea a nord-ovest e in lontananza del monte Benbulben nello Sligo. Ben nascosta da Capo Carrigan, la punta che delimita il braccio montuoso di Bunglass e che cade in mare già ad altezze più che ragguardevoli, si mostra all'improvviso ai visitatori che giungono al parcheggio di Bunglass offrendo una visuale d'insieme mozzafiato. Termina, invece, ad ovest con la spiaggia di Trabane, nella piccola quanto suggestiva baia di Malin Beg (vicino al villaggio di Malin More).
Curiosi i vari assembramenti rocciosi che fuoriescono dall'Oceano davanti alla scogliera, uno su tutti quello che viene chiamato Giant's chair and table ("Sedia e tavolo del Gigante"), per la strana forma dei due speroni che lo compongono che rievocano una sedia con un tavolo visti da lontano.
Sulla cima c'è anche una scritta "Tir éire" visibile da lontano, probabilmente destinata ad indicare ad aeroplani durante la Guerra che quello era territorio neutrale della Repubblica d'Irlanda.
Sul punto migliore per avere uno sguardo d'insieme, chiamato Amharc Mór (la "grande vista" in gaelico), c'è anche una sedia, abbastanza grezza, fatta di lastroni di quarzite.

## Geologia
Geologicamente Slieve League è un posto abbastanza primordiale, essendo una catena composta per la quasi totalità di quarziti in blocchi di forma parallelepipeda.
I due precipizi, sia quello settentrionale dell'entroterra che quello marino, sono di origine glaciale, anche se il secondo subisce ovviamente anche l'influsso delle correnti oceaniche e del moto ondoso. Secondo vari studi effettuati negli anni emergerebbe che l'influsso oceanico faccia regredire in maniera consistente le pareti e, anche se le quarziti non reagiscono molto chimicamente, creerebbe chiazze di colori rosati e giallastri feldspastiche o ferruginose, chiazzano il bianco delle pareti di giallo o di rosa. La doppia vetta del monte è di forma piuttosto arrotondata posteriormente e un vasto deposito di detriti, mentre quando si stringe è ridotta a crinale (che coincide col famoso One Man's Pass) e separa i precipizi.

## Turismo

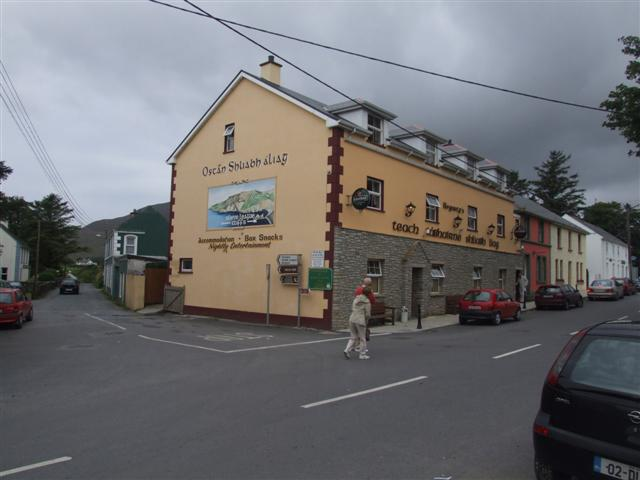
Pub di Carrick che ha mutuato negli ultimi anni il nome delle scogliere, con vari cartelli e murali che segnalano la direzione da prendere

Fino a metà anni 2000 pressoché sconosciute e totalmente incontaminate, le Slieve League hanno conosciuto in seguito un'attenzione turistica esponenziale e costantemente in crescita fino ad oggi. Se una volta mancavano persino dei segnali che indicassero dove poter andare (numerose erano le volte che i visitatori si smarrivano sul Pilgrim's Path pensando fosse da lì l'accesso panoramico), col tempo sono comparse indicazioni sempre più esaustive e soprattutto strutture ricettizie sempre maggiori. Nel 2007 è stata costruita una balconata di legno a Bunglass per affacciarsi, sono stati inseriti pannelli integrativi sia al Lower Car Park che sul Belvedere, installate varie panchine, migliorate le strade di accesso. Con l'istituzione della Wild Atlantic Way da parte dell'Ente del Turismo Irlandese, una sorta di strada turistica che coinvolge tutta la costa occidentale irlandese con relativi pannelli, strutture e indicazioni segnaletiche che facilitano l'esplorazione delle zone interessate, le Slieve League sono state ampiamente pubblicizzate su internet ed altri media come uno dei punti da non perdere, oltre che segnalate con cartelli già a considerevole distanza. Negli ultimi anni sono apparsi negozi di artigianato locale e varie attività turistiche speculari, quali gite in barca sotto la scogliera, bancarelle al parcheggio con maglioni tipici e gelati. Nell'agosto 2014 sono stati effettuati vari lavori nell'area, in particolare per la messa in sicurezza ed il ripristino di molti sentieri montani, severamente danneggiati e consumati dal numero sempre crescente di visitatori.

## Rilevanza culturale

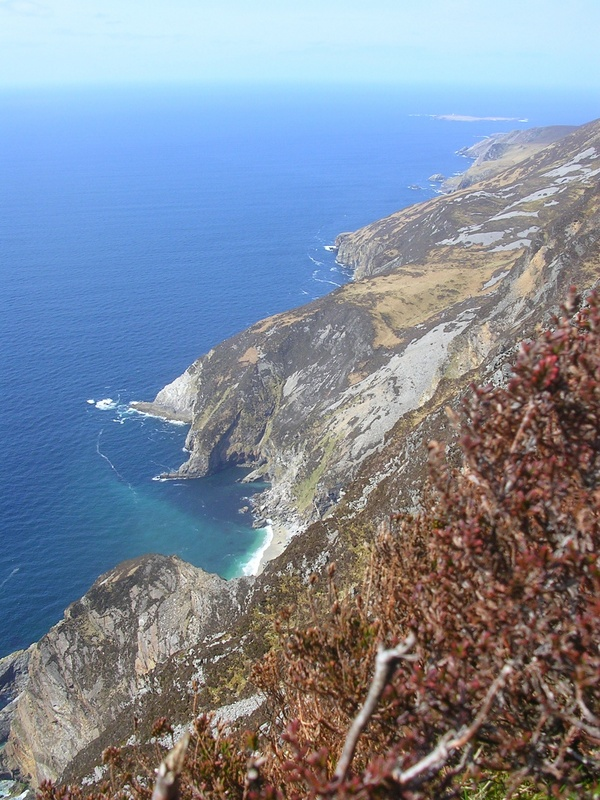
Pendio della scogliera

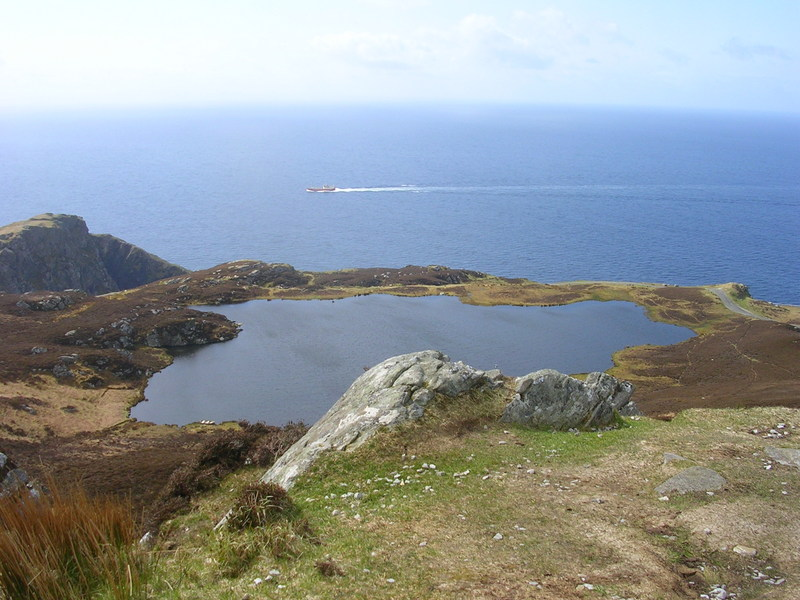
Lago Mulligan a Bunglass

Il santo irlandese Asicus, forgiatore di metalli e argentiere di san Patrizio sembra abbia peregrinato e poi abitato per le cime di Slieve League. Il contemporaneo arcivescovo Healy riporta che, per la vergogna di aver mentito, si trasferì in eremitaggio sull'isola di Rathlin O'Byrne, prendendo poi a vagare per i glen della zona. Dei monaci del posto lo cercarono e riuscirono a trovarlo soltanto tempo dopo lungo i glen dell'area. I compagni cercarono di riportarlo ad Elphin, diocesi di cui un tempo era vescovo, ma l'eremita morì con loro durante la strada del ritorno malato. I resti in rovina di un vecchio oratorio con torre campanaria sulla vetta più bassa del monte vengono appunto chiamati tomba di San Asicus, sebbene ci siano fonti che lo vogliono seppellito in un campo tra Ballintra e Ballyshannon, pur non essendo stata mai trovata alcuna tomba o lapide.
Nel 1939, Robert Lloyd Praeger, naturalista di Belfast, visitò Sliabh Liag e diede questa descrizione delle scogliere:
Una poesia di William Allingham del 1922 cita inoltre Slieve League:
(The Winding Banks of Erne, William Allingham)
Da qualche anno è sorto lo Slieve League Cultural Center, con sede a Teelin presso un caffè e negozio di artigianato tipico locale. Il centro culturale offre, oltre ai prodotti tipici, informazioni sull'area e visite ai numerosi e sconosciuti siti archeologici disseminati nel territorio.
Sliabh Liag è apparsa in una ricostruzione dei reportage di sopravvivenza in condizioni estreme di Bear Grylls e mostrata in numerosi ambienti, dal lago O'Mulligan alla sommità così come le pendici al livello del mare.